# Oberelbert
Oberelbert – miejscowość i gmina w Niemczech, w kraju związkowym Nadrenia-Palatynat, w powiecie Westerwald, wchodzi w skład gminy związkowej Montabaur.

## Współpraca
Miejscowość partnerska:
- Fischbach/Rhön, Turyngia